# Roland Schimmelpfennig
Roland Schimmelpfennig (* 19. září 1967 Göttingen) je německý dramatik, dramaturg, pedagog a překladatel.

## Život
Po maturitě pracoval jako korektor v německo-tureckém měsíčníku v Istanbulu. Novinařina ho však rychle přestala bavit. V roce 1990 se vrátil do Německa a začal studovat činoherní režii na městské divadelní škole Otto Falkenberga v Mnichově.
Po dvou letech ze školy odešel do mnichovských Kammerspiele k tehdejšímu intendantu a režiséru Dieteru Dornovi, u kterého pracoval jako asistent režie. Působil jako externí pedagog ve škole Otto Falkenberga. Později se stal členem uměleckého vedení mnichovských Kammerspiele, kde se věnoval režii, dramaturgii i vedení divadla. V té době začal s psaním her. To se stalo prostředkem k úniku z praktického divadelního provozu. Impuls ke psaní dala setkání s dramatiky při inscenování jejich her. Nejzásadněji na Schimmelpfenniga zapůsobil Herbert Achternbusch. Díky němu poprvé sám napsal v roce 1993 hru s názvem Fisch um Fisch. V roce 1996 se stává autorem „na volné noze“.
O dva roky později odcestoval do USA.
Od roku 2000 píše dramata na objednávku pro různá německá a rakouská divadla. V letech 1999 až 2001 byl angažován jako dramaturg berlínskou Schaubühne am Lehniner Platz. Během sezóny 2001/2002 působil jako kmenový autor divadla Deutsches Schauspielhaus v Hamburku. V současnosti (2006) žije a pracuje v Berlíně. S partnerkou, herečkou a autorkou Justine del Corte, mají dceru Almu.

## Romány
- An einem klaren, eiskalten Januarmorgen zu Beginn des 21. Jahrhunderts, 2016, č. Jednoho jasného, mrazivého rána v lednu na začátku 21. století, přel. Tomáš Dimter, Plus, 2019
- Die Sprache des Regens, 2017
- Die Linie zwischen Tag und Nacht, 2021

## Divadelní hry
- Die ewige Maria (Věčná Marie), 1994, premiéra 27. 1. 1996 Theater Oberhausen, režie Volker Schmaloer.
- Keine Arbeit für die junge Frau im Frühlingskleid (Žádná práce pro mladou ženu v jarním), premiéra 4. 4. 1996 Münchner Kammerspiele, režie Peer Boysen.
- Die Zwiefachen (Dvojití), premiéra 6. 6. 1997 Münchner Kammerspiele, režie Markus Völlenklee.
- Aus den Städten in die Wälder, aus den Wäldern in die Städte (Z měst do lesů, z lesů do měst), premiéra 25. 4. 1998 Staatstheater Mainz, režie Hartmut Wickert.
- Fisch um Fisch (Ryba za rybu), 1993, premiéra 8. 5. 1999 Staatstheater Mainz, režie Roland Schimmelpfennig.
- Vor langer Zeit im Mai (Tenkrát v máji), 1996, premiéra 13. 3. 2000 Schaubühne am Lehniner Platz (Berlin), režie Gian Manuel Rau.
- M.E.Z. (SEČ), premiéra 5. 5. 2000 Schaubühne am Lehniner Platz (Berlin), režie Gian Manuel Rau.
- Die arabische Nacht (Arabská noc), 1999, premiéra 3. 2. 2001, Staatstheater Stuttgart, režie Samuel Weiss. Hra vyšla česky v roce 2002 v časopise Svět a divadlo č. 5-6. Scénicé čtení 9. 2. 2003 Divadlo Na zábradlí. Česká premiéra 28. 5. 2004 Divadlo F. X. Šaldy v Liberci, režie Martin Tichý. Další uvedení 25. 2. 2005 Činoherní studio v Ústí nad Labem, režie Tomáš Svoboda.
- Push Up 1-3 (Push Up 1-3), premiéra 10. 11. 2001 Schaubühne am Lehniner Platz (Berlin), režie Tilo Werner. Česká premiéra 24. 6. 2003 Divadlo Na zábradlí, režie Jiří Pokorný.
- Vorher/Nachher (Předtím/Potom), 2002, premiéra 22. 11. 2002 Deutches Schauspielhaus Hamburg, režie Jürgen Gosch. Hra vyšla česky v roce 2004 v časopise Svět a divadlo č. 5. Česká premiéra 22. 6. 2005 Pražské komorní divadlo v divadle Komedie, režie Dušan D. Pařízek.
- Angebot und Nachfrage (Nabídka a poptávka), 2002, premiéra asi 2003 Schauspielhaus Hamburg. Česká rozhlasová premiéra 12. 10. 2004 Český rozhlas 3 – Vltava, režie Dimitrij Dudík.
- Alice im Wunderland (Alenka v říši divů), 2003, premiéra 31. 5. 2003 Schauspiel Hannover, režie Michael Simon.
- Für eine bessere Welt (Pro lepší svět), 2003, premiéra 4. 10. 2003 Schauspielhaus Zürich, režie Falk Richter.
- Canto Minor, premiéra 12. 5. 2004 Chilenisches Nationaltheater in Mülheim, režie Raúl Osorio.
- Die Frau von früher (Žena z dřívějška), 2004, premiéra 12. 9. 2004 Burgtheater (Akademietheater) Wien, režie Stephan Müller. Česká premiéra 27. 9. 2006 Švandovo divadlo.
- Ambrosia (Ambrosie), premiéra 24. 9. 2005 Schauspiel Essen, režie Anselm Weber.
- Auf der Greifswalder Straße (Na Greifswaldské ulici), premiéra 27. 1. 2006 Deutsches Theater Berlin, režie Jürgen Gosch.
- Ipanema.
- Das schwarze Wasser (Černá voda), 2014, premiéra 10. ledna 2015 Nationaltheater Mannheim, režie Burkhard C. Kosminski. Česká premiéra 10. března 2018 ve Studiu Beseda (Klicperovo divadlo Hradec Králové) v režii Michala Háby. Pražská premiéra 31. května 2019 v Divadlo D21 v režii Lucie Ferenzové.

## České rozhlasové inscenace
- Nabídka a poptávka, 2004, premiéra 12. 10. 2004 (Český rozhlas Vltava, 21:30 – 22:33 h.; 59 min.). Překlad Jarmila Hrubešová. Scénická hudba Michal Rataj. Dramaturgie Jana Paterová. Režie Dimitrij Dudík. Osoby a obsazení: Josef (Josef Somr), Ruby (Veronika Žilková), Andrea Miltnerová a Christopher Crawford.
- Arabská noc, 2011, premiéra 12. 11. 2011 (Český rozhlas Vltava, 60 min.) v rámci cyklu Rok německého jazyka. Překlad Josef Balvín. Rozhlasová úprava Klára Novotná a Petr Mančal. Hudba Petr Kofroň. Dramaturgie Klára Novotná. Režie Petr Mančal. Osoby a obsazení: Lomeier (Jiří Lábus), Fatima (Lucie Juřičková), Franciska (Magdaléna Borová), Kalil (Hynek Čermák) a Karpati (Kamil Halbich).
- Černá voda, 2020, premiéra 3. 3. 2020 (ČRo 3 Vltava, 20:00 h.; 48 min.) v cyklu Současná hra. Překlad Jana Slouková. Rozhlasová úprava a dramaturgie Klára Novotná. Režie Aleš Vrzák. Osoby a obsazení: Muž 1 - Frank (Marek Holý), Muž 2 - Karim (Václav Neužil), Žena 1 - Leyla (Magdaléna Borová), Žena 2 - Cynthia (Jana Stryková), Murat (Jan Battěk), Freddi (Lukáš Adam), Olli (Viktor Dvořák), Mehmet (Marek Adamczyk), Aishe (Eva Hacurová), Kerstin (Eliška Zbranková), Otec (Hanuš Bor) a Matka (Simona Vrbická).